# 无锁担耳属
无锁担耳属（学名：Efibulobasidium）是蜡壳菌科下的一个属。

## 下属物种
本属包括以下物种：
- 白无锁担耳 Efibulobasidium albescens (Sacc. & Malbr.) K.Wells